# Rostislav Vondruška
Rostislav Vondruška (ur. 24 marca 1961 w Kladnie, zm. 2 lipca 2024) – czeski menedżer związany z branżą hotelarską, w latach 2009–2010 minister rozwoju regionalnego.

## Życiorys
W 1980 ukończył szkołę hotelarską w Podiebradach, a w 1984 studia z zakresu ekonomiki usług i turystyki w VŠE w Bratysławie. Początkowo pracował jako kelner, a następnie jako asystent w jednym z praskich hoteli. W latach 1995–1996 był kierownikiem w stołecznym Hiltonie, następnie do 1999 zarządzał centrum kongresowym w Pradze. Później obejmował dyrektorskie stanowiska w różnych przedsiębiorstwach. W 2004 został powołany na dyrektora CzechTourism, publicznej instytucji zajmującej się promocją walorów turystycznych Czech.
Od maja 2009 do lipca 2010 sprawował urząd ministra rozwoju regionalnego w technicznym rządzie Jana Fischera. Powrócił następnie do instytucji CzechTourism, którą kierował do 2014.